# Jurassic Galaxy
Jurassic Galaxy ist ein US-amerikanischer B-Movie-Mockbuster der Gebrüder Jon und James Kondelik aus dem Jahr 2018.

## Handlung
Das Raumschiff Galileo strandet auf einem unbekannten kargen Planeten und zerschellt in mehrere Teile. Die wenigen Besatzungsmitglieder sehen sich mit einer urzeitlichen Welt konfrontiert und werden von Dinosauriern angegriffen. Bereits ein verletztes Mitglied stirbt bei einem solchen Angriff. Insgesamt fünf Personen finden sich in der Einöde und suchen nach dem Rettungs-Shuttle, der sie vom Planeten wegbringen könnte. Immer wieder kommt es zu Dinosaurier-Angriffen, die die Besatzung abwehren müssen. Nach einem schweren Angriff kommt ein abgemagerter Mann namens Retch zu Hilfe, der einen Unterschlupf und Wasser anbietet. Letztlich hat er aber Interesse an Gail, die er als seine Frau ansieht und die er verschleppt.
Nach weiteren Dinosaurier-Attacken versterben die übrigen Personen, die schwangere Gail ist mit dem Rettungs-Shuttle die einzige Überlebende der Mission.

## Veröffentlichung
Der Film wurde Mitte 2018 als Stream sowie als DVD veröffentlicht.

## Rezeption
Der Film wurde bei Rotten Tomatoes nur mit 15 Prozent bewertet, bei IMDb erhielt er 2,4 von 10 Punkten.